# Chikunia
Chikunia is een monotypisch geslacht van spinnen uit de  familie van de Theridiidae (Kogelspinnen).

## Soort
- Chikunia albipes Saito, 1935